# Hiroshi Akutagawa
Pour les articles homonymes, voir Akutagawa (homonymie).
Hiroshi Akutagawa (芥川比呂志, Akutagawa Hiroshi), né à Tokyo (à Tabata, un quartier de l'arrondissement de Kita) le 30 mars 1920 et mort dans cette ville, dans l'arrondissement de Meguro, le 28 octobre 1981, est un acteur japonais.

## Biographie

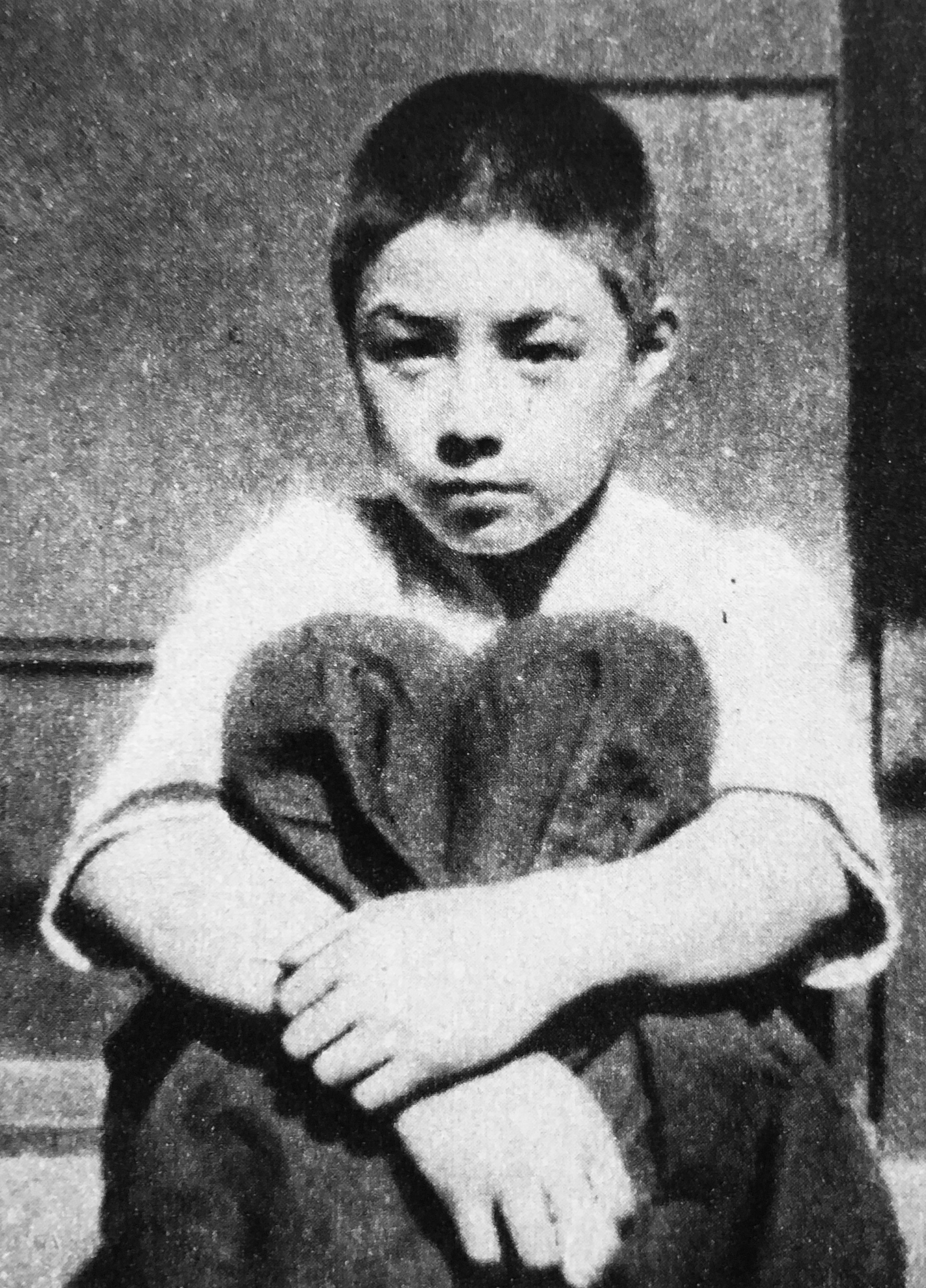
Hiroshi Akutagawa en 1932.

Hiroshi Akutagawa est fils de l'écrivain Ryūnosuke Akutagawa et de sa femme Fumi (ja). Il est frère du compositeur et chef d'orchestre Yasushi Akutagawa.
Il suit une formation à l'université Keiō.

## Filmographie

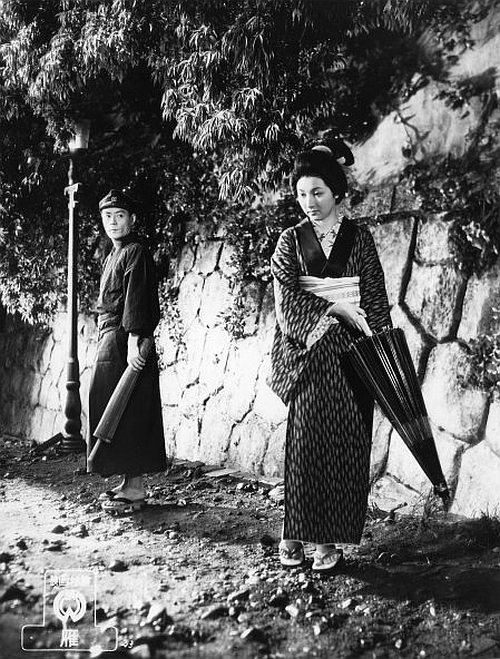
Hiroshi Akutagawa et Hideko Takamine dans L'Oie sauvage (1953).

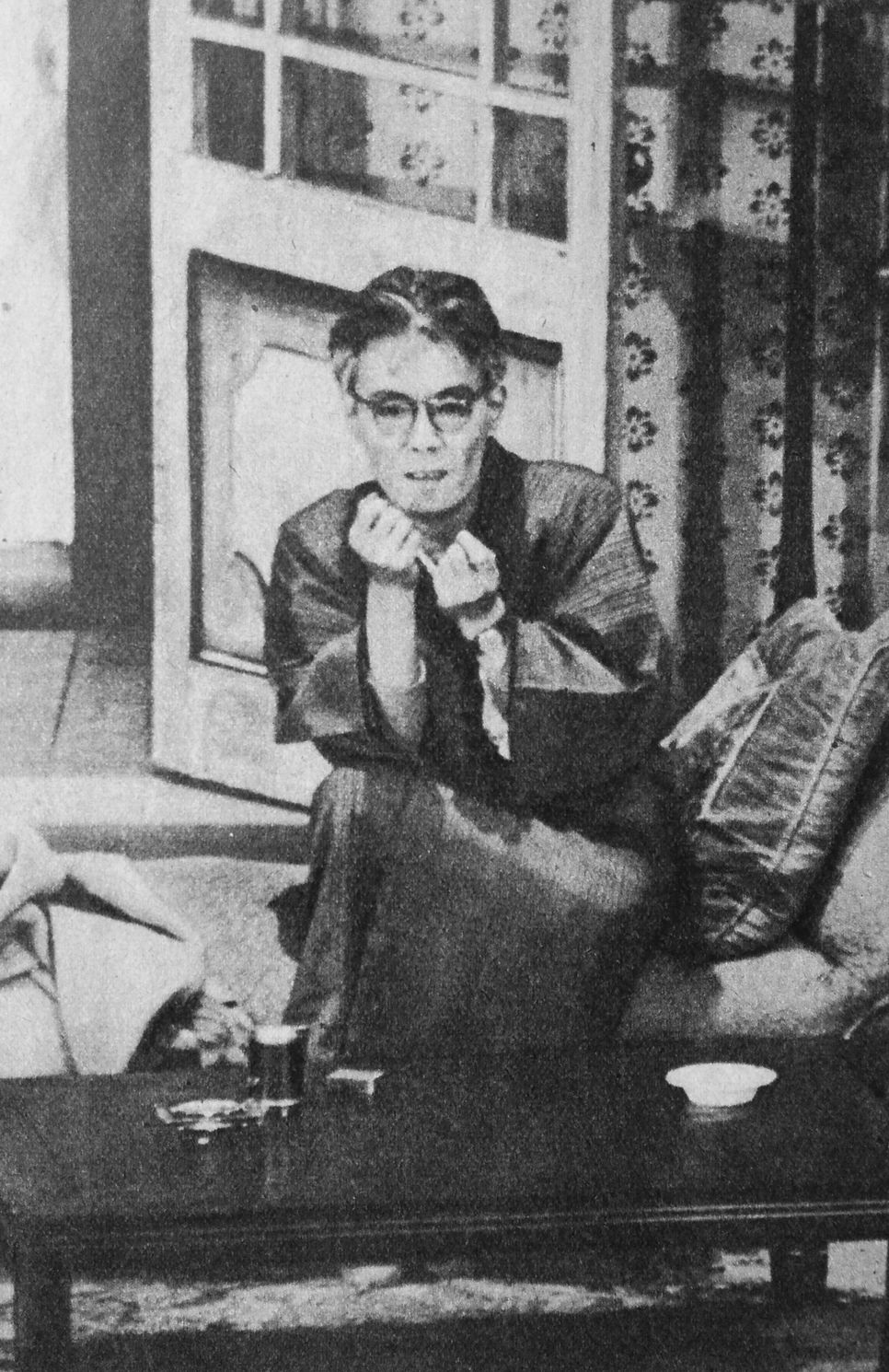
Hiroshi Akutagawa dans la pièce Ryu o nadeta otoko (novembre 1952).

- 1950 : Quand nous nous reverrons... (また逢ふ日まで, Mata au hi made?) de Tadashi Imai : ami de Saburo
- 1953 : Là d'où l'on voit les cheminées (煙突の見える場所, Entotsu no mieru basho?) d'Heinosuke Gosho : Kenzo Kubo
- 1953 : Montenrupa: Bōkyō no uta (モンテンルパ 望郷の歌?) de Takeo Murata (ja)
- 1953 : L'Oie sauvage (雁, Gan?) de Shirō Toyoda : Okada
- 1953 : Eaux troubles (にごりえ, Nigorie?) de Tadashi Imai : Takasaka Rokunosuke (histoire 1)
- 1954 : Une femme (或る女, Aru onna?) de Shirō Toyoda : Kibe
- 1954 : La Vallée de l'amour et de la mort (愛と死の谷間, Ai to shi no tanima?) de Heinosuke Gosho
- 1955 : Kokoro ni hana no saku hi made (心に花の咲く日まで?) de Shin Saburi
- 1956 : Eyes of Children (子供の眼, Kodomo no me?) de Yoshirō Kawazu : Shunji
- 1957 : Les Papillons de la nuit (夜の蝶, Yoru no chō?) de Kōzaburō Yoshimura : Osamu Harada
- 1957 : Ikiteiru Koheiji (生きている小平次?) de Nobuo Aoyagi
- 1957 : Les Hommes de Tohoku (東北の神武たち, Tohoku no zunmutachi?) de Kon Ichikawa : Risuke
- 1958 : Le Banquet des fleurs (春高樓の花の宴, Haru kōrō no hana no en?) de Teinosuke Kinugasa : Shin'ichi Ishikawa
- 1958 : L'Homme au pousse-pousse (無法松の一生, Muhomatsu no issho?) de Hiroshi Inagaki : capitaine Kotaro Yoshioka
- 1959 : Yoru no togyo (夜の闘魚?) de Shigeo Tanaka : Fujisaku Miyahara
- 1960 : Histoire singulière à l'est du fleuve (濹東綺譚, Bokutō kitan?) de Shirō Toyoda : Junpei Taneda
- 1960 : Nuit et brouillard du Japon (日本の夜と霧, Nihon no yoru to kiri?) de Nagisa Ōshima : professeur Udagawa
- 1961 : Wakarete ikiru toki mo (別れて生きるときも?) de Hiromichi Horikawa
- 1961 : Histoire du Tokyo nocturne (東京夜話, Tokyo yawa?) de Shirō Toyoda : Ryosaku Tateishi, diplomate
- 1961 : Netsuai sha (熱愛者?) de Kazuo Inoue : Ogata
- 1967 : Portraits de Chieko (智恵子抄, Chieko-shō?) de Noboru Nakamura : poèmes lus
- 1969 : Les Mille et Une Nuits (千夜一夜物語, Senya Ichiya monogatari?) de Osamu Tezuka : Budley (voix)
- 1969 : Nihon ansatsu hiroku (日本暗殺秘録?) de Sadao Nakajima
- 1970 : Buraikan (無頼漢?) de Masahiro Shinoda : Mizuno Echizennokami
- 1970 : Tora ! Tora ! Tora ! de Richard Fleischer, Kinji Fukasaku et Toshio Masuda : Koichi Kido, le gardien du sceau privé (version japonaise uniquement)
- 1970 : Dodes'kaden (どですかでん, Dodesukaden?) d'Akira Kurosawa : Hei

## Récompenses et distinctions
- 1954 : Prix du film Mainichi du meilleur second rôle pour Là d'où l'on voit les cheminées[1],[2]